# Classe di precisione
La classe di precisione {\displaystyle C} di uno strumento di misura è un indice della sua accuratezza. 
Può essere definita come:
{\displaystyle C_{P}={\frac {|x_{m}-x_{v}|}{P}}\cdot 100}
dove:
- {\displaystyle x_{m}} è il valore misurato della grandezza
- {\displaystyle x_{v}} è il valore vero della grandezza
- {\displaystyle P} è la portata (o fondo scala) dello strumento

## Indici normalizzati di classi di precisione
Le norme nazionali ed internazionali fissano degli indici di classe di precisione normalizzati, la classe di precisione viene quindi definita in base a tali indici.
Per gli strumenti elettrici ed elettronici, ad esempio,  le norme prevedono i seguenti indici di classe di precisione:
{\displaystyle {\mathit {0.05-0.1-0.2-0.3-0.5-1-1.5-2-2.5-3-5}}}
Quando il valore {\displaystyle C} della classe di precisione, calcolato in base alla definizione, è minore o uguale a uno degli indici normalizzati, si dice che lo strumento ha classe di precisione pari a quell'indice.
Nota la classe di precisione di uno strumento è quindi possibile determinarne l'errore assoluto massimo, infatti:
{\displaystyle |x_{m}-x_{v}|={\frac {C_{P}\cdot P}{100}}}
Per definizione la classe di uno strumento di misura viene adottata per specificare l'accuratezza quasi esclusivamente per strumenti in cui il risultato della misura viene presentato in forma analogica.
Questo è il caso di voltmetri o amperometri ad indice in cui la misura assume il valore indicato da un indice il quale fa riferimento ad una scala graduata.   
La classe, quindi, altro non è che lo scostamento dal valore di riferimento (valore del campione) quando l'indicazione attesa è il fondo scala. 
Esempio: se ad uno strumento il cui fondo scala di 100 volt viene applicata una tensione di 100 volt e la sua indicazione risulta essere invece di 99,5 volt lo strumento è classificato di classe 0,5 (questa è la modalità generalmente adottata, se non diversamente specificato, per stabilire la classe di uno strumento analogico). 
Questo errore di 0,5 volt può verificarsi in un punto qualsiasi della scala, ossia, per una tensione applicata di 50 volt l'indicazione può risultare compresa tra 49,5 e 50,5 volt perché lo strumento sia considerato ancora nella classe 0,5. Se espresso in valore di % si intuisce che l'errore relativo (inteso come rapporto tra l'errore ed il valore della grandezza, moltiplicato per 100) cresce della stessa misura  con cui l'indicazione si avvicina allo zero dello strumento (nell'esempio sopra l'errore relativo è dell'1%). Infatti nel campo delle misurazioni il risultato è considerato accettabile se il valore della misura è compreso tra 1/3 del FS ed il FS stesso (errore relativo massimo = 1,5% per l'esempio)